# Photonensurfer
Photonensurfer war eine Berliner Alternative-Rock-Band. Sie wurde 2003 um den Frontmann Dirk Jahrens gegründet. Seit 2005 ist Photonensurfer bei dem Berliner Label Motor Music unter Vertrag, im März 2006 erschien ihr Debütalbum Neue Weltordnung. Nachdem die Rhythmusgruppe bestehend aus Dominik Henn und Thomas Wischer die Band 2008 verlassen hatte, löste sich die Band wenige Monate später auf. 

## Diskografie
- 2006: Neue Weltordnung (Album, Motor Music)